# Calle 127 (estación)
La estación sencilla Calle 127 - L'Oréal Paris hace parte del sistema de transporte masivo de Bogotá llamado TransMilenio, el cual fue inaugurado en el año 2000.

## Ubicación
La estación está ubicada en el norte de la ciudad, más específicamente en la Autopista Norte entre calles 123 y 125. Se accede a ella a través de un puente peatonal ubicado sobre la Calle 125.
Atiende la demanda de los barrios Santa Bárbara Occidental, Batán y sus alrededores.
En las cercanías están el McDonald's Calle 125, el supermercado Carulla Santa Bárbara, la Clínica Reina Sofía, el Teatro Leonardus, el Templo de Jesucristo de los Últimos Días, el Colegio Leonardo Da Vinci, el Centro Comercial Unicentro, el Centro Italiano de Bogotá y el eje comercial de la Avenida Carrera 19.

## Origen del nombre
La estación recibe su nombre de la Av.Calle 127, también conocida como Avenida Callejas entre Unicentro y la Avenida Paseo de los Libertadores o Avenida Rodrigo Lara Bonilla entre Avenida Paseo de los Libertadores y la Avenida Boyacá. Es uno de los ejes comerciales más conocidos del norte de Bogotá. Sin embargo, en el marco del plan que tiene la empresa TransMilenio para buscar aliados comerciales, al nombre de la estación se le añadió el texto «L'Oréal Paris»

## Historia
A comienzos del año 2001, después de ser inaugurado el Portal Usme, se puso en funcionamiento la troncal de la Autopista Norte incluyendo la estación Calle 127. Meses después fue inaugurado el Portal Norte.
En la madrugada del 18 de marzo de 2014, se registró un ataque contra esta estación. En esa ocasión fueron destruidas a punta de pistolas de balines las estaciones Prado, Mazurén y Toberín con Autopista Norte, en donde dejaron $ 5 millones 600 mil pesos en pérdidas.
El 22 de abril de 2022, la estación fue cerrada para externalizar sus taquillas. Un mes más tarde, la estación fue reabierta.

## Servicios de la estación

### Servicios troncales
| Tipo                                            | Rutas al Norte | Rutas al Sur |
| ----------------------------------------------- | -------------- | ------------ |
| Ruta fácil                                      | 8              | 8            |
| Expresos todos los días todo el día             | B12 B18        | G12 L18      |
| Expresos lunes a sábado todo el día             | B13 B23        | H13 K23      |
| Expresos lunes a sábado hora pico de la mañana  | B26            |              |
| Expresos lunes a sábado hora pico de la tarde   |                | F26          |
| Expresos lunes a viernes hora pico de la mañana |                | J70          |

### Esquema
| ← Norte   |           |            |
| Calle 125 | 8B13B23   | B12B18B26  |
| Puente    | Vagón 2   | Vagón 1    |
| Calle 124 | F26G12L18 | 8H13J70K23 |
| Sur →     |           |            |

### Servicios urbanos
Así mismo funcionan las siguientes rutas urbanas del SITP en los costados externos a la estación, circulando por los carriles de tráfico mixto sobre la Autopista Norte, con posibilidad de trasbordo usando la tarjeta TuLlave:
| Código | Sector               | Dirección           | Rutas     |
| ------ | -------------------- | ------------------- | --------- |
| 632A01 | B Estación Calle 127 | Auto Norte - CL 123 | B920      |
| 325A02 | C Estación Calle 127 | Auto Norte - CL 125 | Sin rutas |

## Ubicación geográfica
| Noroeste: Suba                          | Norte: B Prado     | Nordeste: Usaquén |
| Oeste: C Humedal Córdoba Niza Calle 127 |                    | Este: Usaquén     |
| Suroeste: Suba                          | Sur: B Pepe Sierra | Sureste: Usaquén  |